# Bombarral
Bombarral es una villa portuguesa en la comunidad intermunicipal del Oeste y a la región Oeste e Vale do Tejo con cerca de 5500 habitante, forma parte del "Turismo do Centro" perteneciente a la histórica provincia de Estremadura. La vila dista de la capital Lisboa unos 62 km.

## Geografía
Es sede de un pequeño municipio con 90,44 km² de área y 12 743 habitantes (2021), subdividido en 4 freguesias. El municipio están limitado al norte por Óbidos, al nordeste por las Caldas da Rainha, al sureste por Cadaval y al sudoeste por Lourinhã. Fue creado en 1914 por desmembramiento del municipio de Óbidos.

## Demografía
| Gráfica de evolución demográfica de Bombarral entre 1920 y 2021 |
|                                                                 |
| Datos según el nomenclátor publicado por el INE portugués.      |

## Freguesias
Las freguesias de Bombarral son las siguientes:
- Bombarral e Vale Covo
- Carvalhal
- Pó
- Roliça